# Ethan Freeman
Ethan Daniel Freeman (Mount Vernon, 8 marzo 1959) è un attore teatrale e baritono statunitense.

## Biografia
Nato nello Stato di New York, Ethan Freeman ha studiato recitazione e canto prima all'Università Yale e poi all'Università per la musica e le arti interpretative di Vienna. Dopo alcuni anni come cantante d'opera, Freeman si specializzò come interprete di musical teatrali, continuando a recitare per anni sulle scene londinesi, canadesi, austriache e tedesche. Nel 1988 ottenne il successo a teatro quando fu scelto per interpretare il Fantasma dell'Opera nel musical di Andrew Lloyd Webber The Phantom of the Opera a Vienna, un ruolo che avrebbe poi interpretato anche nelle produzioni in lingue inglese all'His Majesty's Theatre del West End londinese nel 1994 e a Toronto nel 1997, prima di tornare a cantare il ruolo in tedesco ad Essen nel 2006. Molto attivo sulle scene austriache, nel 1995 fu il primo interprete in lingua tedesca del ruolo della Bestia nel musical della Disney La bella e la bestia in scena a Vienna e nello stesso anno cantò alla Royal Albert Hall in occasione del concerto per il decimo anniversario del musical Les Misérables. 
Nel 1997 tornò sulle scene londinesi per recitare nuovamente in Les Misérables, questa volta nel ruolo del co-protagonista Javert. Successivamente ha recitato quasi esclusivamente in Germania ed Austria, interpretando ruoli di rilievo in numerosi musical di successo. Nel 1999 interpretò il duplice ruolo di Jekyll & Hyde nell'omonimo musical in scena a Brema, per poi interpretare Ponzio Pilato in Jesus Christ Superstar a Tecklenburg nel 2001, i ruoli di Bustopher Jones, Gun e Growltiger nel musical Cats a Berlino nel 2003 (tutti ruoli che aveva già interpreto ad Amburgo nella prima tedesca del musical nel 1988), il ruolo principale di Che in Evita a Brema nel 2004 e nel 2005 e quello di Peron nel 2010 a Magdeburgo.
Freeman è sposato con l'attrice Monika-Julia Dehnert.